# کرولاین کریادو پرز
کرولاین اِما کریادو پرز (به انگلیسی: Caroline Emma Criado Perez) نویسنده، روزنامه‌نگار و فعال فمینیست بریتانیایی است. اولین کمپین ملی او، پروژه اتاق زنان، با هدف افزایش حضور کارشناسان زن در رسانه‌ها بود. او با حذف تنها زن از اسکناس‌های بریتانیا (به غیر از ملکه) مخالفت کرد، که منجر به اعلام سریع بانک انگلستان مبنی بر اینکه تصویر جین آستن تا سال ۲۰۱۷ روی اسکناس ۱۰ پوندی ظاهر خواهد شد. آن کمپین منجر به آزار و اذیت مداوم کریادو پرز و سایر زنان در وب‌سایت شبکه اجتماعی توییتر شد. در نتیجه، توییتر اعلام کرد که قصد دارد روند شکایت خود را بهبود بخشد. آخرین کمپین او برای مجسمه یک زن در میدان پارلمان بود. مجسمه میلیسنت فاوست در آوریل ۲۰۱۸، به عنوان بخشی از جشن صدمین سالگرد پیروزی زنان در بریتانیا، رونمایی شد. کتاب او در سال ۲۰۱۹، زنان نامرئی: افشای سوگیری داده‌ها در دنیایی طراحی‌شده برای مردان را نوشت که پرفروش‌ترین کتاب ساندی تایمز بود.

## سنین جوانی و تحصیل
او در برزیل متولد شد و دختر کارلوس کریادو پرز، تاجر آرژانتینی الاصل و مدیر عامل سابق سوپرمارکت زنجیره‌ای Safeway در بریتانیا و آلیسون، یک پرستار انگلیسی ثبت‌شده که با پزشکان بدون مرز در تعدادی از کمک‌های بشردوستانه کار کرده است. این خانواده در دوران کودکی او در چندین کشور زندگی می‌کردند، از جمله اسپانیا، پرتغال و تایوان و همچنین بریتانیا. هنگامی که کریادو پرز ۱۱ ساله بود، پدرش به هلند نقل مکان کرد و او به مدرسه‌ی اوندل، یک مدرسه دولتی در نورث‌همپتون‌شایر، انگلستان رفت. وی از آنچه به عنوان فرهنگ قلدری در آنجا توصیف می‌کرد، بیزار بود. کریادو پرز یک سال را در دانشگاه لندن گذراند، سپس دوره تاریخ را رها کرد. او که در دوران نوجوانی‌اش علاقه زیادی به اپرا پیدا کرده بود، می‌خواست خواننده اپرا شود، و مشاغل مختلف به درس آواز او کمک مالی می‌کرد. کریادو پرز چند سال در بازاریابی دیجیتال کار کرد، سپس برای سطح A ادبیات انگلیسی تحصیل کرد. او به عنوان یک دانشجو، جایی را برای تحصیل زبان و ادبیات انگلیسی در کالج، آکسفورد به دست آورد، که در سال ۲۰۱۲ از دانشگاه آکسفورد فارغ‌التحصیل شد. مطالعه زبان و جنسیت و کتابی از دبورا کامرون در مورد رابطه جنسیت با ضمایر، منجر به تبدیل شدن کریادو پرز به یک فمینیست فعال شد. او در سال ۲۰۱۲ در مسابقه نویسندگی دانشجویی کتابخانه لندن نایب قهرمان شد و ۱۰۰۰ پوند و جوایز دیگر دریافت کرد. از آن زمان، او در سال ۲۰۱۲ به عنوان سردبیر یک پورتال اطلاعاتی و شبکه‌ای صنعت داروسازی مشغول به کار شد و در سال ۲۰۱۳ در حال تکمیل مدرک کارشناسی ارشد در رشته مطالعات جنسیت از دانشکده اقتصاد لندن بود. کریادو پرز در پروفایلی در ژوئن ۲۰۱۳ توسط روزنامه‌نگار، کتی نیومن در تلگراف اظهار داشت: «فرهنگی که ما در آن زندگی می‌کنیم از اعمال کوچک جنسیتی تشکیل شده است که می‌توانید آن‌ها را نادیده بگیرید، اما وقتی به طور جمعی به آن‌ها فکر می‌کنید شروع به دیدن یک الگو می‌کنید.»

## کمپین‌ها

### حضور زنان در رسانه‌ها
در نوامبر ۲۰۱۲، با کاترین اسمیت، وب‌سایت اتاق زنان را تأسیس کرد که هدف آن جمع‌آوری پیشنهادات برای زنان حرفه‌ای و انتقال به روزنامه‌نگاران برای افزایش نسبت زنان در رسانه‌ها است. دلیل فوری این پیشرفت، دو ویژگی برنامه امروز رادیو بی‌بی‌سی۴ بود که در روزهای متوالی در اکتبر ۲۰۱۲، در مورد پیشگیری از بارداری نوجوانان و سرطان سینه پخش شد، که در آن با هیچ متخصص زن مصاحبه نشد - مصاحبه‌کنندگان نیز مرد بودند. در نتیجه، مجری، جان هامفریس مجبور شد در مورد دوم بپرسد: «اگر شما یک زن بودید، هیچ تردیدی در مورد غربال شدن نداشتید؟» از کالج ولینگتون، که یک مدرسه دولتی است. کریادو پرز، نوشت که سلدون ممکن است یک مرجع در تاریخ سیاسی معاصر بریتانیا باشد، اما نه در مورد موضوع فوری مورد بحث قرار بگیرد. او در مورد انتخاب نسبتاً محدود صداها، در خطوط اجتماعی و همچنین جنسیت، در چنین مناظره‌های پخشی در اوایل نوامبر ۲۰۱۲ اظهار داشت: «این صداها در حال شکل دادن به بحث هستند، بنابراین تأثیر زیادی بر سیاست عمومی فعلی پوپولیستی ما دارند. سیاست‌های عمومی آن‌قدر پاسخگوی رسانه‌ها خواهد بود، بیایید رسانه‌ها را واقعاً نماینده مردم کنیم.» در بحث ویکی‌پدیا در آوریل ۲۰۱۳ در مورد ایجاد زیرمجموعه‌ای برای رمان‌نویسان زن آمریکایی، گزارش شد: «این ایده را تداوم می‌بخشد که مردان پیش‌فرض هستند و به هیچ‌وجه نیازی به علامت‌گذاری ندارند، در حالی که زنان هنوز به عنوان نقاط پرت دیده می‌شوند.»

### زنان روی اسکناس
در کمپین دیگری، او از تصمیم بانک انگلستان برای جایگزینی الیزابت فرای با وینستون چرچیل در اسکناس ۵ پوندی انتقاد کرد، که هیچ زنی در پشت اسکناس نشان نداد؛ ملکه در جلوی اسکناس‌ها به تصویر کشیده شده است. همچنین با افراد برجسته تاریخی در پشت آن. کریادو پرز، با رد کردن چرچیل به عنوان «مرد سفید پوست دیگر»، خاطرنشان کرد که قانون برابری ۲۰۱۰ مؤسسات عمومی را متعهد به «حذف تبعیض» می‌کند، در حالی که شواهدی که بانک با «توجه لازم» عمل کرده بود، وجود نداشت زیرا جزئیات فرآیند تصمیم‌گیری که وجود داشت علنی نشد. کریادو پرز با رئیس بخش یادداشت ویکتوریا کلیلند و رئیس صندوقدار کریس سالمون در بانک ملاقات کرد تا در مورد آن بحث کنند.
این کمپین، که حمایت ۳۵۰۰۰ درخواست کننده و حمایت مالی برای یک چالش قانونی احتمالی را به دست آورد باعث شد که مارک کارنی، رئیس جدید بانک انگلستان، اعلام کند که تصویر جین آستن در اسکناس ۱۰ پوندی جدید، جایگزین اسکناس چرچیل شد. کریادو پرز به ونسا تورپ از The Observer گفت: «مردم گفته‌اند که این موضوع چندان مهم نیست، اما من به‌خصوص اسکناس‌ها را انتخاب نکردم. من همین الان اسکناس جدید [پیشنهادی] را دیدم و فکر کردم، من این را ندارم و بانک انگلستان موسسه کوچکی نیست.» این انتخاب را تأیید کرد: «او وقت خود را صرف مسخره کردن مؤسسه کرد. تمام کتاب‌های او درباره این است که چگونه زنان به دام افتاده‌اند و به نادرست معرفی می‌شوند. واقعاً ناراحت کننده است که او این را ۲۰۰ سال پیش می‌گفت و من هنوز باید این را بگویم، امروز.»
کریادو پرز در مقاله‌ای در لندن اِونینگ استاندارد در سپتامبر ۲۰۱۷ نوشت که اولین "تننر آستن" خود را به پناهگاه زنان محلی خود اهدا خواهد کرد: «به نظر می‌رسد راه درستی برای پایان دادن به این فصل از زندگی من است.» دیگران نیز از این روند پیروی کردند، مناقصه خود را به موسسات خیریه اهدا کردند.

## زنان نامرئی: افشای سوگیری داده‌ها در دنیایی طراحی‌شده برای مردان
او زنان نامرئی: افشای سوگیری داده‌ها در دنیایی طراحی‌شده برای مردان (۲۰۱۹) نوشت که تفاوت‌های جنسیتی در جامعه و نحوه زندگی ما در دنیای تحت سلطه مردان را مستند می‌کند. این کتاب، به بسیاری از زبان‌ها از جمله فرانسوی، آلمانی، هلندی، ایتالیایی، اسپانیایی، فنلاندی، پرتغالی، رومانیایی، فارسی، سوئدی، ایسلندی، دانمارکی، یونانی، لیتوانیایی، استونیایی، چکی، اسلواکی، اوکراینی، ترکی و چینی ترجمه شده است.

## افتخارات
کریادو پرز به دلیل فعالیت موفق خود در زمینه به تصویر کشیدن زنان بر روی اسکناس، در نوامبر ۲۰۱۳ برنده جایزه مبارز حقوق بشر سال از سوی گروه فشار لیبرتی شد. در سال ۲۰۱۳، او همچنین به عنوان یکی از ۱۰۰ زن بی‌بی‌سی انتخاب شد. کریادو پرز در جشن تولد ۲۰۱۵ به‌دلیل خدمات به برابری و تنوع، به ویژه در رسانه‌ها، به عنوان افسر سفارش امپراتوری بریتانیا (OBE) منصوب شد. در سال ۲۰۱۹، کریادو پرز برنده جایزه کتاب‌های علمی سرمایه‌گذاری رویال اینسایت و جایزه کتاب سال کسب‌وکار فایننشال تایمز برای زنان نامرئی: افشای سوگیری داده‌ها در دنیایی طراحی‌شده برای مردان شد.